# Neurothemis feralis
Neurothemis feralis – gatunek ważki z rodziny ważkowatych (Libellulidae).